# バニシング・ポイント 激走2000キロ
『バニシング・ポイント 激走2000キロ』（Vanishing Point）は、1997年アメリカのTVムービーである。1971年製作のアメリカ映画『バニシング・ポイント 』のリメイク作として、ストーリーや登場人物の設定を変え、FOXテレビ・ネットワークにおいて1月7日に放映の後、ビデオ化された。

## 概要
賭けのために目的地を目指す映画版の虚無的なストーリーに対して、TV映画として製作された本作は、瀕死の妻の元へ駆けつけるために、やむを得ず法を犯して追跡を振り切る男の物語として描かれた。主人公が往年のマッスルカーとして名高い白のヘミ・チャレンジャーで疾走し、横暴な公的権力に立ち向かうカーアクションである点や、雄大なアメリカの自然を背景に様々な人々と関わるロードムービーである等の設定は共通だが、映画版とは別個の作品として成立している。

## ストーリー
陸軍特殊部隊の優秀なレンジャーだったジム（ジミー）・コワルスキーは、除隊後、カーレーサーとして活躍したが、愛するラフィニア（フィニー）との結婚を機に危険なレースから足を洗い、ビンテージ・カーを陸送する仕事に就いて、アイダホ州リドルで細々と生計を立てていた。フィニーの初産が近づいたある日、コワルスキーは、ニューメキシコ州アルバカーキからソルトレイクシティまで、白いボディーのヘミ・チャレンジャーを陸送する仕事を引き受けた。フィニーが待つアイダホまでは2,000キロ、4日で戻れる予定だった。しかし、友人に電話をすると、フィニーが緊急入院し、お腹の子も危ないという。その日のうちに帰宅するために飛行場を目指したコワルスキーは、スピード違反で止められるが、横暴な白バイ隊員が勝手に罪を増やして逮捕しようとしたために、やむなく逃走してしまう。
パトカーの追跡を受けたコワルスキーは、飛行機を諦め、アイダホに戻るために、ヘミ・チャレンジャーを駆ってニューメキシコ州からアリゾナ州、ユタ州、更にコロラド州の荒野へと逃走を続けた。警察無線を傍受したラジオのディスクジョッキーが番組で応援したことから、コワルスキーの逃走は人々の注目と共感を集めて行く。
FBI捜査官タフトは、巧みな運転で追っ手を振り切るコワルスキーを凶悪犯と決め付け、射殺も辞さない強硬な態度で追跡を指揮した。コワルスキーは特殊部隊で鍛えた能力と、行く先々で出会った人々の協力によって、妻の待つアイダホへ、そして、生まれて来る我が子との未来に向けて、ヘミ・チャレンジャーを激走させた。

## スタッフ
- 監督: チャールズ・R・カーナー
- 製作: アラン・C・ブロムクイスト
- 原案: マルコム・ハート
- 脚本: チャールズ・R・カーナー
- 撮影: デイン・オカダ
- 音楽: ジェームズ・バーボート

## キャスト
| 役名                                 | 俳優                       | 日本語吹替 |
| ------------------------------------ | -------------------------- | ---------- |
| ジム（ジミー）・コワルスキー         | ヴィゴ・モーテンセン       | 山路和弘   |
| ラフィニア（フィニー）・コワルスキー | クリスティーン・エリス     | 林佳代子   |
| プレストン巡査部長                   | スティーヴ・レイルズバック | 宝亀克寿   |
| ウォーレン・タフト                   | キース・デイヴィッド       | 玄田哲章   |
| DJ "ザ・ボイス"                      | ジェイソン・プリーストリー | 古澤徹     |
| マイク・マス                         | ジーノ・シルヴァ           | 小山武宏   |
| バイク乗りの若い女                   | ペータ・ウィルソン         | 沢海陽子   |
| ナズリン医師                         | アリ・バラク               | 津田英三   |